# Конвой № 4111
Конвой № 4111 — японський конвой часів Другої світової війни, проведення якого відбувалось у січні 1944-го.
Вихідним пунктом конвою був атол Трук у центральній частині Каролінських островів, де ще до війни створили потужну базу японського ВМФ, з якої до лютого 1944-го провадились операції в цілому ряді архіпелагів. Пунктом призначення став розташований у Токійській затоці порт Йокосука, що під час війни був обраний як базовий для логістики Труку.
До складу конвою увійшли транспорти «Кімісіма-Мару» (Kimishima Maru), «Хакусан-Мару», «Хакодзакі-Мару» та «Мітакесан-Мару», тоді як охорону забезпечували есмінець «Сірацую», кайбокан (фрегат) «Хірадо» та мисливець за підводними човнами CH-29. Поблизу Труку додатковий ескорт забезпечував мисливець за підводними човнами CH-24. 
Загін вийшов у море 11 січня 1944-го. Його маршрут пролягав через кілька традиційних районів патрулювання американських підводних човнів, які зазвичай діяли на підходах до Труку, біля Маріанських островів, островів Огасавара та поблизу східного узбережжя Японського архіпелагу. Втім, у підсумку проходження конвою відбулось успішно і 20 січня він без втрат досягнув Йокосуки.